# Falco alopex
Il gheppio volpino (Falco alopex Heuglin, 1861) è un uccello falconiforme della famiglia dei Falconidi. Vive nelle distese aperte e aride dell'Africa.

## Descrizione
È un gheppio grande e snello, dotato di ali e coda lunghe e sottili. È lungo 32–38 cm, ha un'apertura alare di 76–88 cm e pesa 250-300 g. La femmina è più grande del maschio del 3%. Il piumaggio, sia sul dorso che sul ventre, è rossiccio scuro marcato da strisce nere. La coda è leggermente barrata di nero, mentre le remiganti sono scure e prive di fasce. Il sottoala è chiaro e contrasta nettamente con il colore più scuro del corpo. L'iride è giallo-bruna, diversamente da quella biancastra del gheppio maggiore; quest'ultima specie somiglia moltissimo al gheppio volpino, ma ha piumaggio più chiaro, remiganti barrate e coda grigia.
I giovani sono più pesantemente striati degli adulti e le strisce sulla loro coda sono chiaramente visibili.
Il richiamo di questa specie è costituito da un grido elevato, ma di solito, al di fuori della stagione riproduttiva, il gheppio volpino è un uccello silenzioso.

## Distribuzione e habitat
Il gheppio volpino nidifica nelle savane a sud del Sahara, dal Mali fino all'Etiopia e al nord-ovest del Kenya. Occasionalmente si spinge più a ovest, in Senegal, Gambia e Guinea, e più a sud, nella repubblica Democratica del Congo. Quasi tutti i membri di questa specie sono stanziali, ma alcuni si spostano a nord durante la stagione delle piogge e a sud durante quella secca. È facile scorgerlo in prossimità di rupi e colline rocciose. Si incontra dal livello del mare fino a 2200 m di altitudine, ma solitamente non si spinge oltre i 1000 m. Occupa un areale vastissimo, di circa 4 milioni di km², ma solitamente è piuttosto raro. La sua popolazione totale è probabilmente inferiore alle 100.000 coppie.

## Biologia
Il gheppio volpino cattura raramente le sue prede mentre è in volo, prediligendo invece sferrare i suoi attacchi da un posatoio, sia esso un albero o una roccia. Si nutre di insetti, lucertole e piccoli mammiferi. Generalmente cattura le sue prede al suolo, ma tuttavia cattura in aria gli insetti che sfuggono dagli incendi della prateria.
Le sue abitudini riproduttive sono poco conosciute. Il nido è situato in una cavità o crepaccio di una rupe o di una scogliera rocciosa. Non viene utilizzato alcun materiale di costruzione. Ogni covata è composta da due o tre uova. Talvolta si riproduce in colonie sparse costituite anche da 20 coppie.